# Coniostola
Coniostola es un género de polillas tortrícidas, categorizado en la tribu Grapholitini, de la subfamilia Olethreutinae. Fue descrito por Alexey Nikolaievich Diakonoff en 1961.

## Especies
- Coniostola cinereocostalis Razowski & Bassi, 2018
- Coniostola flavitinctana Agassiz & Aarvik, 2014
- Coniostola isabelae Razowski & Landry, 2008
- Coniostola laikipiana Agassiz & Aarvik, 2014
- Coniostola lobostola (Meyrick, 1918)
- Coniostola procellosa (Meyrick, 1917)
- Coniostola rufitinctana Agassiz & Aarvik, 2014
- Coniostola seira Razowski & Wojtusiak, 2012
- Coniostola separata Razowski & Trematerra, 2010
- Coniostola solivaga Razowski & Wojtusiak, 2012
- Coniostola stereoma (Meyrick, 1912)
- Coniostola symbola (Meyrick, 1909)